# Stenopsyche egyenes
Stenopsyche egyenes is een schietmottensoort uit de familie Stenopsychidae. De wetenschappelijke naam van de soort werd voor het eerst geldig gepubliceerd in 2013 door János Oláh.

## Type
- holotype: "male, 7.X.1963, leg. T. Pócs"
- instituut: HNHM, Boedapest, Hongarije
- typelocatie: "Vietnam, Vinh Phuc Province, Tam Dao"